# Valle del Boeza
El Valle del Boeza es el valle por el que discurre el río Boeza, afluente del río Sil. 
Abarca la  cuenca del río Boeza que tiene como afluentes el Tremor, el Noceda, el Meruelo y el arroyo La Rial.
Integra los municipios de Igüeña, Folgoso de la Ribera, Torre del Bierzo  (Albares de la Ribera), Bembibre, Castropodame y Congosto.